# Niedersächsisches Bergarchiv

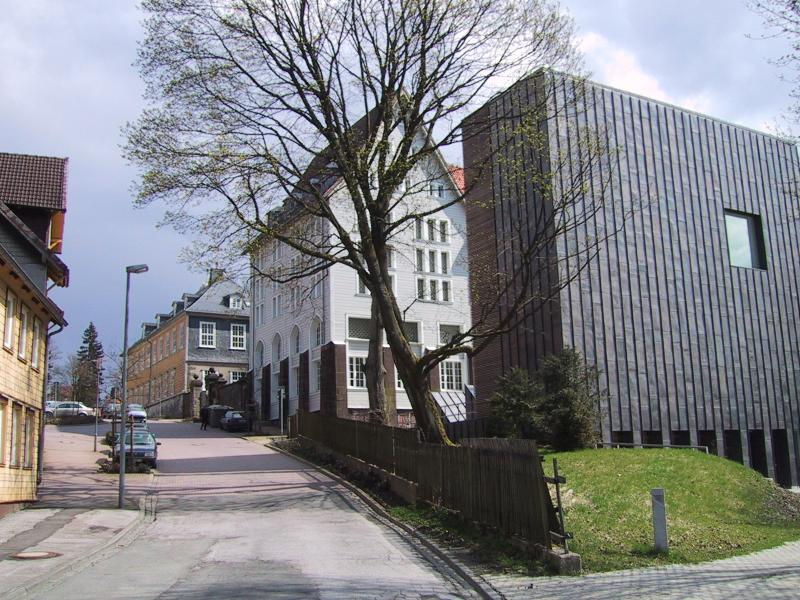
Alt- und Neubau des Niedersächsischen Bergarchivs, 2001

Das Niedersächsische Bergarchiv oder Berg(bau)archiv Clausthal in Clausthal-Zellerfeld (Landkreis Goslar) bewahrt mittelalterliches bis neuzeitliches Schriftgut auf, das im Zuständigkeitsbereich des früheren Oberbergamtes Clausthal entstanden ist. Organisatorisch ist es eine Außenstelle des Niedersächsischen Landesarchivs, Abteilung Hannover, von der es auch fachlich betreut wird. Die Verwaltung der Liegenschaft erfolgt durch das Landesamt für Bergbau, Energie und Geologie, die Nachfolgebehörde des Oberbergamtes. Neben dem Bergarchiv Freiberg und dem Montanhistorischen Dokumentationszentrum Bochum ist das Niedersächsische Bergarchiv „das bedeutendste Spezialarchiv zur Geschichte des Bergbaus im deutschsprachigen Raum“.
Der Archivbestand, dessen älteste Schriftstücke aus dem 13. Jahrhundert stammen, umfasst etwa 4000 Regalmeter (Stand 2009). Er besteht aus historischen Verwaltungsunterlagen von Bergämtern, Bergwerken, Salinen, Metallhütten, Kalkwerken und weiteren Bergbaueinrichtungen in der Montanregion Harz. Auch Bestände aus den anderen niedersächsischen Revieren sind vorhanden.
2000 wurde ein von Meinhard von Gerkan entworfener Neubau eingeweiht, der auf 835 m² Magazin und Lesesaal beherbergt. Die Westfassade ist in Anspielung auf die Clausthaler Bergbautradition mit Blei verkleidet, die Ostfassade dagegen mit Lärchenholz, das mit der Zeit eine graue Patina angenommen hat. Im Rahmen des Deutschen Fassadenpreises für vorgehängte hinterlüftete Fassaden 2002 wurden die „mutige Materialwahl und die einfache gestalterische Grundhaltung“ in der Kategorie Anerkennung Neubau erwähnt.